# صدى مالكوم (فلم)
صدى مالكوم (بالإنجليزية: Malcolm's Echo)، هُو فيلم وثائقي أمريكي صدر سنة 2008 وأخرجه دامي أكينوسي. يتحدث الفيلم عن قصة حياة مالكوم إكس وإرثه الذي خلفه بعده.

## وصلات خارجية
- مقالات تستعمل روابط فنية بلا صلة مع ويكي بيانات